# Андерсен. Життя без любові
«Андерсен. Життя без кохання» (рос. «Андерсен. Жизнь без любви») — російський художній фільм-казка, знятий в 2006. Останній фільм режисера Ельдара Рязанова.

## Сюжет
В основу сюжету фільму покладена реальні факти з біографії письменника-початківця Ганса Крістіана Андерсена, творчість якого не сприйняли колеги, і він сам собі на втіху почав писати казки.

## У ролях
- Сергій Мигицко — Ганс Крістіан Андерсен/король Данії Кристіан X
- Станіслав Рядинський — молодий Андерсен/Свинопас/Тінь/Солдат
- Іван Харатьян — Ганс Крістіан Андерсен, підліток
- Євгенія Крюкова — Єнні Лінд/принцеса в казках «Тінь» і «Свинопас»
- Альона Бабенко — Генрієтта Вульф/королева Данії Александріна
- В'ячеслав Тихонов — Бог
- Олег Табаков — Симон Мейслінг
- Оксана Мисіна — Анна-Марія, мати Андерсена/королева в казці «Принцеса на горошині»
- Галина Тюніна — Карен, сестра Андерсена/принцеса в казці «Принцеса на горошині»
- Валерій Гаркалін — принц Крістіан, потім король Данії Крістіан VIII
- Андрій Толубєєв — Петер Вульф
- Наталя Щукіна — мадемуазель Шалль
- Марія Аронова — Фру Мейслінг
- Людмила Арініна — бабуся Андерсена
- Федір Чеханков — Бурнонвіль
- Леонід Тимцуник — полковник Гульдберг, Герцог Ольденбургський
- Володимир Пінчевський — Моріц Мельхіор
- Олена Підкамінська — Доротея Мельхіор
- Юрій Лактіонов — шеф поліції
- Володимир Зельдін — сторож в театрі
- Валерій Баринов — трунар
- Людмила Цвєткова — Бригіта, служниця
- Ірина Єфремова — Королева Данії
- Андрій Смоляков
- Марина Голуб — господиня борделя
- Іраклій Квірікідзе — Сторож, схожий на апостола Петра
- Ельдар Рязанов — хазяїн трунарної майстерні
- Володимир Сімонов — Йонас Коллін
- Юрій Цурило — Бертель Торвальдсен
- Лія Ахеджакова — ворожка
- Борис Ратушний
- і багато інших…